# Факултет „Общовойскови“
Факултет „Общовойскови“ е един от двата факултета на Националния военен университет.

## История
След 1945 г. се създава Народно военно училище „Васил Левски“, което се отделя от Военното училище в София. Самото училище се базира във Велико Търново. Там се обучават офицери по общовойскови специалности. Срокът на обучение на курсантите варира от 3 до 5 години, като след 1959 г. се преминава към висш 4-5-годишен курс на обучение и се разработват учебни планове в съответствие с изискванията на Закона за висшето образование. След тази година военните училища стават висши, а завършващите 4- и 5-годишния курс на обучение придобиват висше образование с граждански инженерни и хуманитарни специалности, в зависимост от профила в който се обучават. До 1989 в училището се подготвят офицери за всички специалности на сухопътните войски и войските на МВР: мотострелкови, танкови, автомобилни, свързочни, инженерни, химически, тилови, политически, гранични, войсково разузнаване, народна милиция и вътрешни войски. През 2002 г. общовойсковото училище е слято с другите 2 съществуващи тогава военни училища – Военновъздушното училище в Долна Митрополия и Военно-артилерийското училище в Шумен, за да образуват Национален военен университет.

## Наименования
- Народно военно училище „Васил Левски“ (18.02.1945 – 1950)
- Народно военно пехотно училище „Васил Левски“ (1950 – 1955)
- Народно военно училище „Васил Левски“ (1955 – 1959)
- Висше народно военно училище „Васил Левски“ (1959 – 01.08.1991)
- Висше военно общовойсково училище „Васил Левски“ (01.08.1991 – 14 юни 2002)
- Факултет „Общовойскови“ от Националния военен университет „Васил Левски“ (от 14 юни 2002 г.)

## Началници
| #  | звание                                  | име                     | дати                                                                                    |
| -- | --------------------------------------- | ----------------------- | --------------------------------------------------------------------------------------- |
| 1  | полковник                               | Станчо Хаджиев          | 26 януари 1948 – 21 май 1952                                                            |
| 2  | полковник                               | Крум Руменин            | 22 май 1952 – 16 юни 1952                                                               |
| 3  | полковник                               | Георги Ангелов          | 17 юни 1952 – 9 ноември 1955                                                            |
| 4  | генерал-майор                           | Димитър Попов           | 9 ноември 1955 – 25 август 1957                                                         |
| 5  | подполковник                            | Митов                   | 25 август 1957 – 30 януари 1958                                                         |
| 6  | генерал-майор                           | Стоян Стоянов           | 30 януари 1958 – 19 септември 1958                                                      |
| 7  | полковник                               | Пенчо Янкулов           | 1 октомври 1958 – 8 септември 1959                                                      |
| 8  | полковник                               | Иван Янакиев            | 9 септември 1959 – 30 септември 1959                                                    |
| 9  | генерал-майор                           | Борис Карамфилов        | 30 септември 1959 – 20 август 1964                                                      |
| 10 | полковник                               | Атанас Дамянов          | 21 август 1964 – 20 октомври 1964                                                       |
| 11 | генерал-майор                           | Цаньо Бакалов           | 21 октомври 1964 – 31 август 1968                                                       |
| 12 | полковник                               | Атанас Дамянов          | 1 септември 1968 – 13 октомври 1970                                                     |
| 13 | полковник                               | Бочо Томов              | 13 октомври 1970 – 22 март 1972                                                         |
| 14 | полковник                               | Атанас Дамянов          | 22 март 1972 – 26 юни 1972                                                              |
| 15 | полковник/генерал-майор доцент к. в. н. | Делчо Станимиров        | 27 юни 1972 – 30 октомври 1982                                                          |
| 16 | генерал-майор                           | Ганчо Стоянов           | 30 октомври 1982 – 1 октомври 1985                                                      |
| 17 | полковник/генерал-майор                 | Пею Янчев               | 1 октомври 1985 – 30 декември 1991                                                      |
| 18 | полковник                               | Петко Пенков            | 31 декември 1991 – 31 август 1996                                                       |
| 19 | генерал-майор                           | Георги Ангелов Георгиев | 1 септември 1996 – 22 май 2001                                                          |
| 20 | полковник                               | Христо Кротев           | 22 май 2001 – 30 юни 2002                                                               |
|    | полковник доц.д-р                       | Георги Камарашев        | 2002 - 2008                                                                             |
|    | полковник доц. д-р                      | Христо Атанасов         | 2008 – 2013                                                                             |
|    | полковник доц. д-р                      | Свилен Евтимов Стефанов | 2016 – 2018                                                                             |
|    | полковник доц. д-р                      | Владко Филипов Сидеров  | 2018 – 11 юни 2020                                                                      |
|    | полковник доц. д-р                      | Илиян Цветанов Ангелов  | 11 юни – 14 октомври 2020, временно изпълняващ длъжността, от 14 октомври 2020, редовно |

## Виж също
- Факултет „Артилерия, ПВО и КИС“